# (800) Kressmannia
(800) Kressmannia ist ein Asteroid des Hauptgürtels, der am 20. März 1915 vom deutschen Astronomen Max Wolf in Heidelberg entdeckt wurde.
Der Asteroid wurden nach A. Kressmann benannt, einem Stifter der Landessternwarte Heidelberg-Königstuhl.